# Josué le Stylite
Josué le Stylite est le nom supposé de l'auteur d'une chronique historique en langue syriaque qui a subsisté intégrée dans la compilation connue sous le nom de Chronique du Pseudo-Denys de Tell-Mahré ou Chronique de Zuqnîn. Celle-ci, qui court jusqu'en 775, est due à un moine du monastère de Zuqnîn, près d'Amida, qui vivait à la fin du VIIIe siècle. Elle est conservée dans un manuscrit unique (Vaticanus Syriacus 162) découvert en 1715 par J.-S. Assemani dans la bibliothèque du monastère Sainte-Marie-des Syriens en Égypte ; selon Assemani, ce manuscrit (palimpseste, avec texte sous-jacent en copte) fut copié pour l'essentiel en Égypte entre 907 et 944. Un copiste plus récent a complété une lacune et s'est identifié de la manière suivante : « Priez pour le pauvre Élisée, du monastère de Zuqnîn, qui a copié ce feuillet, pour qu'il trouve grâce comme le bon larron. Amen et amen. Puisse la miséricorde du Bon Dieu et de notre Rédempteur Jésus-Christ être accordée au prêtre Mar Josué le Stylite, du monastère de Zuqnîn, qui a écrit cette chronique des temps de malheur qui sont passés, et des calamités et troubles que le tyran a causés parmi les hommes. »
La chronique en question se trouve au début de la troisième partie de la compilation. Cette troisième partie est elle-même identifiée comme l'essentiel de la deuxième partie de l'Histoire ecclésiastique de Jean d'Éphèse, et il est probable que la Chronique de Josué était déjà intégrée à celle-ci.
Le texte débute de la façon suivante : « J'ai reçu la lettre de Votre Sainteté, aimant Dieu, ô le plus excellent des hommes, Serge, prêtre et abbé, dans laquelle vous m'ordonnez d'écrire pour vous, pour en garder la mémoire, sur le temps où vinrent les sauterelles, où le soleil s'obscurcit et où il y eut tremblement de terre, famine et peste, et aussi sur la guerre entre les Romains et les Perses. » Par la suite, dans une préface assez développée et au cours du récit, l'auteur s'adresse à plusieurs reprises à ce destinataire, l'abbé Serge.
Au § 5 du texte, il désigne Édesse comme « notre cité ». D'autre part, la dernière date qu'il mentionne (§ 100) est le 28 novembre 506 ; comme le texte paraît avoir été écrit du vivant de l'empereur Anastase (qui est défendu § 21 de l'accusation d'avoir provoqué la guerre), il faut donc le dater d'entre 507 et 518 (sans doute 507 ou peu après). En religion, l'auteur ne semble pas avoir été de sensibilité monophysite : au § 83, il qualifie le patriarche Flavien II de « saint, aimant Dieu, orné de toutes les grâces divines, énergique et illustre » ; or, on sait que ce patriarche fut déposé en 512 en raison de l'hostilité très forte qu'il suscitait chez les monophysites.
Le récit commence (§ 7) par une mention de la conquête de la région de Nisibe par Galère en 298, qui sert à introduire le fait qu'elle fut rendue aux Perses par l'empereur Jovien en 363 pour une durée de 120 ans, et que l'expiration de ce délai en 483 fut cause de la reprise des hostilités. Sont ensuite évoqués, à titre de préliminaires : (§ 9 à 11) les guerres du roi Péroz Ier contre les Huns Hephtalites ; (§ 12 à 17) les démêlés de Zénon avec les rebelles Illus et Léontius ; (§ 18-19) le règne malheureux du roi Valash. Le § 19, qui évoque à la fois l'avènement de Kavadh Ier en 488 et celui d'Anastase en 491, introduit à un récit plus développé. Les § 25 à 47 sont consacrés au compte-rendu année par année des calamités qui frappèrent la région d'Édesse entre 494 et 502. Ensuite (§ 48 à 100), c'est le récit du conflit romano-perse entre 502 et 506 et de ses conséquences.
La Chronique de Josué est considérée unanimement comme un document historique de grande valeur, où les événements sont rapportés par un témoin contemporain qui était sûrement un homme instruit, informé de la situation politico-militaire, et un esprit honnête et soucieux de vérité. En fait, pour la matière historique sur laquelle elle porte, c'est une source privilégiée.
Le texte a été longtemps connu par une traduction latine abrégée réalisée par J.-S. Assemani pour sa Bibliotheca Orientalis (vol. I, p. 262-283). L'editio princeps, avec une traduction française, a été établie par l'abbé Paulin Martin (Abhandlungen für die Kunde des Morgenlandes herausgegeben von der Deutschen Morgenländischen Gesellschaft, VI. Band, no 1, Leipzig, 1876). Une édition meilleure, avec une traduction anglaise et des notes, a été publiée par William Wright en 1882 (réimpr. Philo Press, Amsterdam, 1968).

## Études
- Ephrem-Isa Yousif, Les chroniqueurs syriaques, Paris, L'Harmattan, 2002.